# Guntis Rēķis
Guntis Rēķis (Riga, URSS, 3 de noviembre de 1974) es un deportista letón que compitió en luge en la modalidad individual. Ganó dos medallas de bronce en el Campeonato Mundial de Luge, en los años 2008 y 2009.

## Palmarés internacional
| Campeonato Mundial | Campeonato Mundial           | Campeonato Mundial | Campeonato Mundial |
| Año                | Lugar                        | Medalla            | Prueba             |
| ------------------ | ---------------------------- | ------------------ | ------------------ |
| 2008               | Oberhof (Alemania)           | Medalla de bronce  | Equipo             |
| 2009               | Lake Placid (Estados Unidos) | Medalla de bronce  | Equipo             |